# Leif Segerstam
Leif Selim Segerstam (ur. 2 marca 1944 w Vaasie, zm. 9 października 2024 w Helsinkach) – fiński dyrygent i kompozytor.

## Życiorys
Ukończył Akademię Sibeliusa (dyplom 1963). Jego nauczycielami byli Leena Siukonen (skrzypce), Jussi Jalas (dyrygentura) oraz Nils-Eric Fougstedt, Joonas Kokkonen i Einar Englund (kompozycja). W latach 1963–1965 studiował w Juilliard School w Nowym Jorku u Halla Overtona i Vincenta Persichettiego (kompozycja), Louisa Persingera (skrzypce) i Jeana Morela (dyrygentura). Jako dyrygent występował w takich teatrach operowych jak La Scala, Teatro Colón, Covent Garden Theatre i Metropolitan Opera. Był pierwszym dyrygentem Fińskiej Opery Narodowej (1965–1968) Opery Królewskiej w Sztokholmie (1968–1972), Deutsche Oper (1972–1975), orkiestry Radia Austriackiego (1975–1982), orkiestry Radia Fińskiego (1977–1987), Filharmonii landu Nadrenia-Palatynat (1983–1989), orkiestry Radia Duńskiego (1989–1995) oraz orkiestry Filharmonii w Helsinkach (od 1995). W latach 1973–1974 był dyrektorem artystycznym Fińskiej Opery Narodowej. W 1999 roku otrzymał Nagrodę Muzyczną Rady Nordyckiej.

## Twórczość
Jako kompozytor wykształcił autorską technikę operowania blokami fakturalnymi, zwaną przez siebie „freely pulsative”. Jej elementem składowym są struktury aleatoryczne, podlegające indywidualnej interpretacji. Każdy z wykonawców ma daleko posuniętą dowolność w zakresie momentu inicjowania materiału wyjściowego i długości jego trwania, ogólny kształt utworu jest wypadkową nałożonych na siebie poszczególnych „warstw”. Tego typu technika wpłynęła na olbrzymią ilość dzieł Segerstama, liczba skomponowanych przez niego symfonii przekroczyła 230. Ponadto napisał m.in. 8 koncertów skrzypcowych, 2 koncerty fortepianowe, 8 koncertów wiolonczelowych, 27 kwartetów smyczkowych, 4 tria smyczkowe, cykl utworów na orkiestrę Thoughts.